# 石井章
石井 章（いしい あきら、1957年5月6日 - ）は、日本の政治家。日本維新の会所属の参議院議員（2期）、参議院消費者問題に関する特別委員長。
衆議院議員（1期）、旧藤代町議会議員（4期）、取手市議会議員（2期）、旧藤代町議会議長、日本維新の会国会議員団両院議員総会長などを歴任。

## 経歴
茨城県取手市出身。3人兄弟の次男として、龍ケ崎市内の母親の実家で誕生。取手市で育つ。
取手市立藤代中学校、茨城県立土浦第一高等学校（夜間）、専修大学法学部法律学科（夜間）卒業。
1990年、藤代町議会議員に初当選。
2005年、藤代町の取手市への編入にともない、取手市議会議員となる。
2009年8月、第45回衆議院議員総選挙に民主党から比例北関東ブロック単独31位で立候補し、初当選。
2010年10月、早稲田大学社会システム工学研究所客員研究員に就任。
2011年2月17日、民主党政権交代に責任を持つ会の事務局長に就任。国土交通委員会委員、議院運営委員会委員、また民主党「全国子ども会連合会等の活動を支援する議員連盟」事務局長、民主党「トラック議員連盟」事務局長を歴任。
2012年の消費増税をめぐる政局では、野田内閣による消費増税法案の閣議決定に抗議して企業団体対策副委員長の辞表を提出し、4月23日の党役員会で受理された。6月26日の衆議院本会議で行われた消費増税法案の採決では、党の賛成方針に反して反対票を投じた。7月2日には山岡賢次らを介して離党届が提出された。民主党は7月3日の常任幹事会で離党届を受理せず除籍処分とする方針を決定し、7月9日の常任幹事会で正式決定した。
同年7月11日、国民の生活が第一結党に参加した。
同年12月16日の第46回衆議院議員総選挙に日本未来の党公認で比例北関東ブロック単独5位で立候補するも、落選。
2013年6月の第23回参議院議員通常選挙に日本維新の会公認で茨城県選挙区から立候補するも得票率11.0%、定数2に対して候補者6人中4位で落選。
2014年12月の第47回衆議院議員総選挙に維新の党公認で茨城3区から立候補するも、落選。
2016年7月の第24回参議院議員通常選挙におおさか維新の会公認で比例区から立候補し、50,073票を獲得、党内得票順位4位で初当選、国政に復帰した。
2019年より、党国会議員団両院議員総会長。（2025年8月退任）
2022年7月の第26回参議院議員通常選挙に日本維新の会公認で比例区から立候補し、党内トップとなる123,277票を得て再選。

## 政策
- 選択的夫婦別姓制度導入について、「どちらとも言えない」としている[23]。
- 消費税について、減税もしくは廃止を常々SNSで発信している。

## 人物
- 家族は、妻、長男、長女、孫3人[2]。長女は参議院議員の石井めぐみ[24]。
- 趣味は、子供たちと触れ合うこと、野球、スキー[2]。
- 尊敬する政治家は、ジョン・F・ケネディ[2]。
- 介護事業所を複数運営している[2]。
- 若いころはカミナリ族（今でいう暴走族）として地元では有名で、『神無月』という名のグループを結成しており、ブラックエンペラーの集会に参加したこともあったという[25]。
- 藤代町議、取手市議時には自身の経験を生かし、特に青少年の健全育成と教育に熱心に取り組み、茨城県子ども会育成連合会理事、取手市子ども会育成連合会等を務め、500人規模のサマーキャンプを毎年実施するなど、地域の子ども達の育成に力を注いだ。衆議院議員時代は、民主党「全国子ども会連合会等の活動を支援する議員連盟」の事務局長等を務め、そのフィールドを全国規模に拡げて活動した[2]。

## 不祥事

### 支援者による不正投票事件
- 1991年8月の藤代町議選で支援者による架空転入や替え玉を使った不正投票が発覚、後援会長ら7人が逮捕される[26]。暴力団の組織的関与も判明し[27]、12月20日に町議会で議員辞職勧告決議（法的拘束力なし）が可決される事態となった[28]。石井は町議会と町関係の役職を辞任した[29]が、議員辞職はしなかった[25]。

### 公職選挙法違反疑惑
- 毎年年末になると、事務所の秘書たちが「もち」や「れんこん」を持って地元の有権者の自宅を回ると、FRIDAYによって報道された。FRIDAYの報道によると配布リストが作成されており、常態化している疑いが持たれている[誰によって?]。

### 政治資金収支報告書の不記載
- 自身が代表を務める「茨城維新の会」（維新の県総支部）が党費還元金などとして、2017年から2019年にかけて計約200万円を党本部から受け取っていたが、政治資金収支報告書に記載していなかった[30]。

### 秘書の会社賃料肩代わり疑惑
- 石井が代表を務める政党支部「茨城維新の会」が、2019年から2021年にかけて石井の秘書が経営する会社が入った茨城県取手市内の建物の賃料を「事務所費」に計上し、政党交付金から計約179万円を支出していた。この建物は2018年12月まで支部の主たる事務所として届出されていたもので、石井側は転居した後も（事務所として）借り続けているとし、「不適切な処理はない」との認識を示したが、不動産業者によれば1階には秘書の会社が2社入居しており、いずれもこの住所が登記上の本社となっていた[31][32]。

## 失言・批判
- 2022年5月15日、同年夏の第26回参議院議員通常選挙栃木県選挙区（改選定数1）に立候補を予定する日本維新の会の女性新人候補（のちに県議となる大久保裕美。この選挙では落選した[33]）の事務所開きの挨拶で、「女性5人が出る。顔で選んでくれれば1番を取るのは決まっている」などと候補予定者の容姿に触れる発言をした。石井は後に発言を撤回した[34]。16日、同党の藤田文武幹事長は石井を口頭で厳重注意したと明らかにした[35]。17日には「容姿を取り上げる軽率で不適切な発言をし、多くの方々に不快な感情を抱かせた。お騒がせする事態となり深くおわびする」との謝罪のコメントを発表した[36]。しかし、6月5日に街頭演説で第26回参議院議員通常選挙茨城県選挙区に同党から出馬を予定する新人女性を紹介する際に、「見た通りの人で、顔だけみると」や「あまり顔のことを言うとたたかれるから言えない」、「とんでもない新聞屋にちょんぎられた」などと発言したことが報道された[37]。

## 所属団体・議員連盟
- 国際基準のタバコ対策を推進する議員連盟[38]

## 選挙歴
| 当落 | 選挙                     | 執行日         | 年齢 | 選挙区             | 政党             | 得票数     | 得票率 | 定数 | 得票順位 /候補者数 | 政党内比例順位 /政党当選者数 |
| ---- | ------------------------ | -------------- | ---- | ------------------ | ---------------- | ---------- | ------ | ---- | ------------------ | ---------------------------- |
| 当   | 1990年藤代町議会議員     | 1990年         | 33   | ーー               | ーー             | ーー票     | ーー   |      | /                  | /                            |
| 当   | 1994年藤代町議会議員     | 1994年         | 37   | ーー               | ーー             | ーー票     | ーー   |      | /                  | /                            |
| 当   | 1998年藤代町議会議員     | 1998年         | 41   | ーー               | ーー             | ーー票     | ーー   |      | /                  | /                            |
| 当   | 2002年藤代町議会議員     | 2002年         | 45   | ーー               | ーー             | ーー票     | ーー   |      | /                  | /                            |
| 当   | 2008年取手市議会議員選挙 | 2008年1月日    | 50   | ーー               | 無所属           | 2153票     | ーー   | 28   | 3/39               | /                            |
| 当   | 第45回衆議院議員総選挙   | 2009年08月30日 | 52   | 比例北関東ブロック | 民主党           | ーー票     | ーー   | 20   | /                  | 6/10                         |
| 落   | 第46回衆議院議員総選挙   | 2012年12月16日 | 55   | 比例北関東ブロック | 日本未来の党     | ーー票     | ーー   | 20   | /                  | 5/1                          |
| 落   | 第23回参議院議員通常選挙 | 2013年07月21日 | 56   | 茨城県選挙区       | 日本維新の会     | 12万7823票 | 11.04% | 2    | 4/6                | /                            |
| 落   | 第47回衆議院議員総選挙   | 2014年12月14日 | 57   | 茨城県第3区        | 維新の党         | 5万5103票  | 26.36% | 1    | 2/3                | 5/3                          |
| 当   | 第24回参議院議員通常選挙 | 2016年07月10日 | 59   | 参議院比例区       | おおさか維新の会 | 5万73票    | 0.97%  | 48   | /                  | 4/4                          |
| 当   | 第26回参議院議員通常選挙 | 2022年07月10日 | 65   | 参議院比例区       | 日本維新の会     | 12万3279票 | 1.57%  | 50   | /                  | 1/8                          |